# Allah Rakha Rahman
Pour les articles homonymes, voir Allah (homonymie) et Rahman (homonymie).
Allah Rakha Rahman, ou simplement A. R. Rahman, est un auteur-compositeur-interprète, producteur et philanthrope indien, né le 6 janvier 1967 à Chennai (Tamil Nadu).
Ses œuvres sont connues pour intégrer la musique classique orientale avec la musique électronique, les musiques du monde et des arrangements orchestraux traditionnels.
Il est l'un des plus célèbres compositeurs indiens de musique de films indiens et internationaux. Mondialement, il est surtout célèbre pour la bande originale de Slumdog Millionaire, qui lui a permis de remporter plusieurs récompenses prestigieuses dont deux Oscars, deux Grammy Awards et un Golden Globe. En Inde, il a remporté de nombreux prix dès les années 1990.

## Carrière
A. R. Rahman s'est très tôt attaché tant à la musique qu'à l'informatique, trouvant dans le synthétiseur, le moyen de renouveler la musique de film indienne en expérimentant différents nouveaux procédés. Il commence sa carrière avec Roja (« Rose » en français, 1992), film en tamil de Mani Ratnam et Rangeela (1995) de Ram Gopal Varma en hindi.
Rahman est à l'origine de la renaissance de la musique filmi, en introduisant l'utilisation des ordinateurs dans la musique des films de Bollywood sans renoncer à l'héritage culturel indien. Il a subi de nombreuses critiques en Inde pour ce mélange syncrétique des techniques modernes et des instruments classiques indiens. Cela ne l'a pas empêché d'être de plus en plus créatif au fil des années, et de devenir le leader incontesté des compositeurs de musique de films indiens. Chacune de ses musiques de film a été un hit.
Le « Mozart de Madras » (pianiste diplômé d'Oxford) a remis à l'honneur l'hymne national de l'Inde avec son album Vande Mataram (1997), qui est un hommage à l'indépendance durement acquise de l'Inde. Plus récemment, il a également composé un album nommé Jana-Gana-Mana, une énorme compilation des morceaux dans lesquels jouent tous les artistes majeurs de la musique indienne.
En 2008, il a composé la musique du film Slumdog Millionaire, pour laquelle il remporte deux Oscars en février 2009.
Il est l'auteur et l'interprête de Jiyo Utho Bado Jeeto, chanson officielle des Jeux du Commonwealth de 2010.
Rahman a vendu au total deux cent millions d'albums, sans compter les copies pirates qui circulent.

## Filmographie comme compositeur
En Inde, il est très fréquent qu'un même film soit tourné puis doublés dans des langues différentes, seule la langue principale du film est précisée.

### Années 1990
| Année | Film                  | Langue    |
| ----- | --------------------- | --------- |
| 1992  | Roja                  | Tamoul    |
| 1992  | Yoddha (ml)           | Malayalam |
| 1993  | Puthiya Mugam         | Tamoul    |
| 1993  | Gentleman             | Tamoul    |
| 1993  | Nippu Ravva           | Télougou  |
| 1993  | Uzhavan               | Tamoul    |
| 1993  | Kizhakku Cheemayile   | Tamoul    |
| 1993  | Thriuda Thiruda       | Tamoul    |
| 1994  | Vandicholai Chinraasu | Tamoul    |
| 1994  | Duet                  | Tamoul    |
| 1994  | Superpolice           | Télougou  |
| 1994  | Manitha Manitha       | Télougou  |
| 1994  | May Madham            | Tamoul    |
| 1994  | Kadhalan              | Tamoul    |
| 1994  | Pavithra              | Tamoul    |
| 1994  | Karuthamma            | Tamoul    |
| 1994  | Pudhiya Mannargal     | Tamoul    |
| 1995  | Bombay                | Tamoul    |
| 1995  | Indira                | Tamoul    |
| 1995  | Rangeela              | Hindi     |
| 1995  | Muthu                 | Tamoul    |
| 1996  | Love Birds            | Tamoul    |
| 1996  | Indian                | Tamoul    |
| 1996  | Anthimanthaarai       | Tamoul    |
| 1996  | Kadhal Desam          | Tamoul    |
| 1996  | Mr. Romeo             | Tamoul    |
| 1997  | Minsara Kanavu        | Tamoul    |
| 1997  | Iruvar                | Tamoul    |
| 1997  | Daud                  | Hindi     |
| 1997  | Fire                  | Hindi     |
| 1997  | Ratchagan             | Tamoul    |
| 1998  | Kabhi Na Kabhi        | Hindi     |
| 1998  | Jeans                 | Tamoul    |
| 1998  | Dil Se                | Hindi     |
| 1998  | Doli Saja Ke Rakhna   | Hindi     |
| 1999  | En Swasa Kaatre       | Tamoul    |
| 1999  | Padayappa             | Tamoul    |
| 1999  | Kadhalar Dhinam       | Tamoul    |
| 1999  | Sangamam              | Tamoul    |
| 1999  | Taal                  | Hindi     |
| 1999  | Jodi                  | Tamoul    |
| 1999  | Earth                 | Hindi     |
| 1999  | Mudalvan              | Tamoul    |
| 1999  | Taj Mahal             | Tamoul    |
| 1999  | Thakshak              | Hindi     |

### Années 2000
| Année | Film                                           | Langue         |
| ----- | ---------------------------------------------- | -------------- |
| 2000  | Pukar                                          | Hindi          |
| 2000  | Alaipayuthey                                   | Tamoul         |
| 2000  | Kandukondain Kandukondain                      | Tamoul         |
| 2000  | Rythm                                          | Tamoul         |
| 2000  | Thenali                                        | Tamoul         |
| 2001  | Zubeidaa                                       | Hindi          |
| 2001  | Flic de choc                                   | Hindi          |
| 2001  | Lagaan                                         | Hindi          |
| 2001  | Star                                           | Tamoul         |
| 2001  | Paarthale Paravasam                            | Tamoul         |
| 2002  | Alli Arjuna                                    | Tamoul         |
| 2002  | Kannathil Muthamittal                          | Tamoul         |
| 2002  | La Légende de Bhagat Singh                     | Hindi          |
| 2002  | Baba                                           | Tamoul         |
| 2002  | Saathiya                                       | Hindi          |
| 2002  | Kadhal Virus                                   | Tamoul         |
| 2003  | Parasuram                                      | Tamoul         |
| 2003  | Boys                                           | Tamoul         |
| 2003  | Les Guerriers de l'empire céleste              | Mandarin       |
| 2003  | Enakku 20 Unakku 18                            | Tamoul         |
| 2003  | Kangalal Kaidhu Sei                            | Tamoul         |
| 2003  | Tehzeeb                                        | Hindi          |
| 2004  | Meenaxi: A Tale of Three Cities                | Hindi          |
| 2004  | Aayitha Ezhuthu                                | Tamoul         |
| 2004  | Yuva                                           | Hindi          |
| 2004  | New                                            | Tamoul         |
| 2004  | Naani                                          | Télougou       |
| 2004  | Swades : Nous, le peuple                       | Hindi          |
| 2004  | Udhaya                                         | Tamoul         |
| 2005  | Netaji Subhas Chandra Bose: The Forgotten Hero | Hindi          |
| 2005  | Mangal Pandey: The Rising                      | Hindi          |
| 2005  | Anbe Aaruyire                                  | Tamoul         |
| 2005  | Kisna: The Warrior Poet                        | Hindi          |
| 2005  | Water                                          | Hindi          |
| 2006  | Rang De Basanti                                | Hindi          |
| 2006  | Sillunu Oru Kaadhal                            | Tamoul         |
| 2006  | Varalaru                                       | Tamoul         |
| 2007  | Guru                                           | Hindi          |
| 2007  | Provoked                                       | Hindi, Anglais |
| 2007  | Bombil et Béatrice                             | Anglais        |
| 2007  | Sivaji                                         | Tamoul         |
| 2007  | Azhagiya Thamizh Magan                         | Tamoul         |
| 2007  | Elizabeth : L'Âge d'or                         | Anglais        |
| 2008  | Jodhaa Akbar                                   | Hindi          |
| 2008  | Jaane Tu... Ya Jaane Na                        | Hindi          |
| 2008  | Ada... A Way of Life                           | Hindi          |
| 2008  | Sakkarakatti                                   | Tamoul         |
| 2008  | Yuvvraaj                                       | Hindi          |
| 2008  | Ghajini                                        | Hindi          |
| 2008  | Slumdog Millionaire                            | Anglais        |
| 2009  | Delhi-6                                        | Hindi          |
| 2009  | Blue                                           | Hindi          |
| 2009  | Thérapie de couples                            | Anglais        |

### Années 2010
| Année | Film                           | Langue                  |
| ----- | ------------------------------ | ----------------------- |
| 2010  | Vinnai Thandi Varuvaya         | Tamoul                  |
| 2010  | Ye Maaya Chesave               | Télougou                |
| 2010  | Raavan                         | Hindi                   |
| 2010  | Raavanan                       | Tamoul                  |
| 2010  | Komaram Puli                   | Télougou                |
| 2010  | Enthiran                       | Tamoul                  |
| 2010  | Jhootha Hi Sahi                | Hindi                   |
| 2010  | 127 Hours                      | Anglais                 |
| 2011  | Rockstar                       | Hindi                   |
| 2012  | Ekk Deewana Tha                | Hindi                   |
| 2012  | Des gens comme nous            | Anglais                 |
| 2012  | Godfather                      | Kannada                 |
| 2012  | Jab Tak Hai Jaan               | Hindi                   |
| 2013  | Kadal                          | Tamoul                  |
| 2013  | Maryan                         | Tamoul                  |
| 2013  | Raanjhanaa                     | Hindi                   |
| 2014  | Highway                        | Hindi                   |
| 2014  | Kochadaiiyaan                  | Tamoul                  |
| 2014  | Million Dollar Arm             | Anglais                 |
| 2014  | Lekar Hum Deewana Dil          | Hindi                   |
| 2014  | Les Recettes du bonheur        | Anglais                 |
| 2014  | Kaaviya Thalaivan              | Tamoul                  |
| 2014  | Lingaa                         | Tamoul                  |
| 2015  | I                              | Tamoul                  |
| 2015  | O Kadhal Kanmani               | Tamoul                  |
| 2015  | Tamasha                        | Hindi                   |
| 2015  | Mohammad, le Messager de Dieu  | Persan                  |
| 2016  | 24                             | Tamoul                  |
| 2016  | Achcham Yenbadhu Madamaiyada   | Tamoul                  |
| 2016  | Sahasam Swasaga Sagipo         | Télougou                |
| 2016  | Pelé : Naissance d’une légende | Anglais                 |
| 2016  | Mohenjo Daro                   | Hindi                   |
| 2017  | OK Jaanu                       | Hindi                   |
| 2017  | Kaatru Veliyidai               | Tamoul                  |
| 2017  | Sachin: A Billion Dreams       | Marathi, Hindi, Anglais |
| 2017  | Cinema Veeran                  | Tamoul                  |
| 2017  | Mom                            | Hindi                   |
| 2017  | Le Dernier Vice-Roi des Indes  | Anglais                 |
| 2017  | Mersal                         | Tamoul                  |
| 2017  | Daughters of Destiny           | Anglais                 |
| 2018  | Beyond the Clouds              | Hindi                   |
| 2018  | Chekka Chivantha Vaanam        | Tamoul                  |
| 2018  | Sarkar                         | Tamoul                  |
| 2018  | 2.0                            | Tamoul                  |
| 2019  | The Fakir of Venice            | Hindi                   |
| 2019  | Music of My Life               | Anglais                 |
| 2019  | Sarvam Thaala Mayam            | Tamoul                  |
| 2019  | Bigil                          | Tamoul                  |

### Années 2020
| Année | Film                                | Langue    |
| ----- | ----------------------------------- | --------- |
| 2020  | Shikara                             | Hindi     |
| 2020  | 99 Songs                            | Hindi     |
| 2020  | Karthik Dial Seytha Yenn            | Tamoul    |
| 2020  | Dil Bechara                         | Hindi     |
| 2021  | Mimi                                | Hindi     |
| 2021  | Navarasa : neuf émotions            | Tamoul    |
| 2021  | House of Secrets: The Burari Deaths | Hindi     |
| 2021  | No Land's Man                       | Anglais   |
| 2021  | Atrangi Re                          | Hindi     |
| 2022  | Heropanti 2                         | Hindi     |
| 2022  | Iravin Nizhal                       | Tamoul    |
| 2022  | Malayankunju                        | Malayalam |
| 2022  | Cobra                               | Tamoul    |
| 2022  | Vendhu Thanindhathu Kaadu           | Tamoul    |
| 2022  | Ponniyin Selvan : I                 | Tamoul    |
| 2022  | Mili                                | Hindi     |
| 2022  | Le Musk                             | Anglais   |
| 2023  | Gandhi Godse – Ek Yudh              | Hindi     |
| 2023  | Pathu Thala                         | Tamoul    |
| 2023  | Ponniyin Selvan : II                | Tamoul    |
| 2023  | Maamannan                           | Tamoul    |
| 2023  | Pippa                               | Hindi     |
| 2024  | Ayalaan                             | Tamoul    |
| 2024  | Lal Salaam                          | Tamoul    |
| 2024  | The Goat Life                       | Malayalam |
| 2024  | Maidaan                             | Hindi     |
| 2024  | Amar Singh Chamkila                 | Hindi     |
| 2024  | Raayan                              | Tamoul    |

## Discographie
Entre parenthèses, précision de la langue utilisée sur l'album concerné.
- 1991
  - Deen Isai Maalai (tamoul)
  - Set Me Free (anglais)
- 1992
  - Colours (instrumental)
- 1993
  - Then Vandhu Paayudhu (tamoul)
- 1994
  - Andhi Maalai/Fantasy (tamoul)
- 1995
  - Anokha (Mix)
  - Chakra Seven Centers (instrumental)
- 1996
  - Beauty Palace (tamoul)
  - Oh Bosnia (malayalam)
- 1997
  - Cafe Del Mar - Vol 5 (mix)
  - Colonial Cousins Unplugged (hindî)
  - Vande Mataram (hindî)
- 1998
  - Fly - Quand La Musique Vous Apaise (mix)
  - Flying Carpet by Claude Challe (mix)
  - Gurus of Peace (hindî)
  - MTV Total Mix (hindî)
- 1999
  - Desh Ka Salaam (hindî)
  - Ekam Satyam (sanskrit)
  - Hey Jawaan Tujhe Salaam (hindî)
  - Paradisiac 2 (mix)
  - Zindagi Se Pyar Karo (hindî)
- 2000
  - AR Rahman LIVE Dubai (mix)
  - Jana Gana Mana 2000 (bengali)
  - Live in Dubai (mix)
- 2001
  - AR Rahman Live in Concert Dubaï (mix)
  - India On IMAX (hindî)
  - Indian Mantra (hindî)
  - Jaya He (hindî)
- 2002
  - Bombay Dreams (anglais)
  - Ignited Minds (anglais)
  - Shakalaka Baby (Preeya Kalidas) (anglais)
  - Theresa Spring Summer 2002 (mix)
- 2003
  - Harem/My Harrim (mix)
  - Loves Never Easy (Preeya Kalidas) (anglais)
- 2009
  -  Connections
- 2011
  - SuperHeavy avec Mick Jagger, Damian Marley, Dave Stewart et Joss Stone (anglais)

## Distinctions

### Récompenses

#### En Inde
- Filmfare Awards South 1992 : meilleure musique de film pour Roja
- National Film Awards 1993 : meilleure direction musicale pour Roja
- Filmfare Awards South 1993 : meilleure musique de film pour Gentleman
- Filmfare Awards South 1994 : meilleure musique de film pour Kadhalan
- Filmfare Awards 1995 : Prix R.D. Burman
- Filmfare Awards South 1995 : meilleure musique de film pour Bombay
- Filmfare Awards 1996 : meilleure direction musicale pour Rangeela
- Filmfare Awards South 1996 : meilleure musique de film pour Kadhal Desam
- National Film Awards 1997 : meilleure direction musicale pour Minsara Kanavu
- Filmfare Awards South 1997 : meilleure musique de film pour Minsara Kanavu
- Filmfare Awards South 1998 : meilleure musique de film pour Jeans
- Filmfare Awards 1999 : meilleure direction musicale pour Dil Se
- Filmfare Awards South 1999 : meilleure musique de film pour Mudalvan
- Filmfare Awards 2000 : meilleure direction musicale pour Taal
- Filmfare Awards South 2000 : meilleure musique de film pour Alaipayuthey
- Star Screen Awards 2000 : meilleure musique de film pour Taal
- IIFA Awards 2000 : meilleure musique de film pour Taal
- National Film Awards 2002 : meilleure direction musicale pour Lagaan
- Filmfare Awards 2002 : meilleure direction musicale pour Lagaan
- Filmfare Awards South 2002 : meilleure musique de film pour Kannathil Muthamittal
- IIFA Awards 2002 : meilleure musique de film pour Lagaan
- Zee Cine Awards 2002 : meilleure direction musicale pour Lagaan
- National Film Awards 2003 : meilleure musique de film pour Kannathil Muthamittal
- Zee Cine Awards 2000 : meilleure direction musicale pour Taal
- Filmfare Awards 2003 :
  - Meilleure bande originale pour The Legend of Bhagat Singh
  - Meilleure direction musicale pour Saathiya
- IIFA Awards 2003 : meilleure musique de film pour Saathiya
- Zee Cine Awards 2003 :
  - Meilleure direction musicale pour Saathiya
  - Meilleure musique de film pour : The Legend of Bhagat Singh
- Filmfare Awards 2005 : meilleure bande originale pour Swades
- Zee Cine Awards 2005 : meilleure musique de film pour Meenaxi : Tale of 3 Cities
- Filmfare Awards South 2006 : meilleure musique de film pour Sillunu Oru Kadhal
- Filmfare Awards 2007 : meilleure musique de film pour Rang De Basanti
- Filmfare Awards South 2007 : meilleure musique de film pour Sivaji: The Boss
- Star Screen Awards 2007 : meilleure bande originale pour Rang De Basanti
- IIFA Awards 2007 : meilleure musique de film pour Rang De Basanti
- Zee Cine Awards 2007 : meilleure direction musicale pour Rang De Basanti
- IIFA Awards 2008 :
  - Meilleure musique de film pour Guru
  - Prix de la contribution la plus remarquable d'un Indien dans le cinéma mondial
- Filmfare Awards 2008 :
  - Meilleure musique de film pour Guru
  - Meilleure bande originale pour Guru
- Star Screen Awards 2008 : meilleure musique de film pour Guru
- Filmfare Awards 2009 :
  - Meilleure musique de film pour Jaane Tu...Ya Jaane Na
  - Meilleure bande originale pour Jodhaa Akbar
- Filmfare Awards South 2010 : meilleure musique de film pour Vinnai Thandi Varuvaya
- Filmfare Awards 2012 : meilleure musique de film pour Rockstar
- Star Screen Awards 2012 : meilleure musique de film pour Rockstar
- Zee Cine Awards 2012 : meilleure musique de film pour Rockstar
- Filmfare Awards South 2013 : meilleure musique de film pour Kadal
- Filmfare Awards South 2015 : meilleure musique de film pour I
- Filmfare Awards South 2016 : meilleure musique de film pour Achcham Yenbadhu Madamaiyada
- Filmfare Awards South 2017 : meilleure musique de film pour Mersal

#### À l'étranger
- Satellite Awards 2008 : meilleure musique de film pour Slumdog Millionaire
- Oscars 2009 :
  - Meilleure musique de film pour Slumdog Millionaire
  - Meilleure chanson originale avec Jai Ho pour Slumdog Millionaire
- Golden Globes 2009 : meilleure musique de film pour Slumdog Millionaire
- BAFTA Awards 2009 : meilleure musique de film pour Slumdog Millionaire
- Grammy Awards 2010 :
  - Meilleur compilation de bande originale d'un média visuel pour Slumdog Millionaire (comme producteur)
  - Meilleure chanson de film avec Jai Ho pour Slumdog Millionaire

### Nominations
- Satellite Awards 2008 : meilleure chanson originale avec Jai Ho pour Slumdog Millionaire